# Lo Tossal (Suterranya)
Lo Tossal és un turó de 516,3 metres que es troba a l'antic terme municipal de Suterranya, ara del terme de Tremp, a la comarca de la Pallars Jussà.
És al sud del poble de Suterranya, al sud-est del seu cementiri nou, enmig d'una plana de conreus agrícoles.